# Kahlenge Forest Park
Der Kahlenge Forest Park (Schreibvariante: Katilenge Forest Park) ist ein Waldgebiet im westafrikanischen Staat Gambia.

## Topographie
Das 324 Hektar große Waldgebiet liegt in der West Coast Region im Distrikt Kombo East und wurde wie die anderen Forest Parks in Gambia zum 1. Januar 1954 eingerichtet. Das rund 1700 Meter breite ungefähr 2300 Meter lange Gebiet liegt auf der südlichen Seite der South Bank Road, Gambias wichtigster Fernstraße, rund 25 Kilometer östlich von der Stadt Brikama entfernt. Auf der anderen Straßenseite schließt sich der Bama Kuno Forest Park an. Die Grenze zum Senegal bildet die südliche Grenze des Waldgebietes.
Neben zahlreichen Vogelarten sind hier Affen, Hyänen und Leoparden zu finden.